# Élections municipales de 2020 dans le Val-d'Oise
Les élections municipales françaises de 2020 se déroulent les 15 et 22 mars 2020, six ans après les élections précédentes.
Le report du second tour des élections a été annoncé par le président Emmanuel Macron le 16 mars 2020 à la suite de la crise sanitaire liée à la propagation du coronavirus (Covid-19). Le ministre de l'Intérieur Christophe Castaner annonce le même jour la validation des résultats du premier tour.

## Maires sortants et maires élus
La droite confirme tous les gains du scrutin précédent à Argenteuil, Auvers-sur-Oise, Éragny, Jouy-le-Moutier, Méry-sur-Oise, Montmorency et Taverny, à l'exception de Beaumont-sur-Oise et Eaubonne - repris respectivement par un candidat divers gauche et du PS. Les petites communes de Le Thillay et Magny-en-Vexin passent à droite, tandis que le PC cède l'un de ses derniers bastions à Bezons, à une candidate socialiste. Dans un contexte national défavorable, le candidat du parti majoritaire La République en marche gagne à Saint-Brice-sous-Forêt face au maire sortant UDI.
| Commune                 | Population | Maire sortant           | Parti | Parti | Maire élu              | Parti | Parti |
| ----------------------- | ---------- | ----------------------- | ----- | ----- | ---------------------- | ----- | ----- |
| Argenteuil              | 110 210    | Georges Mothron         |       | LR    | Georges Mothron        |       | LR    |
| Arnouville              | 14 227     | Pascal Doll             |       | LR    | Pascal Doll            |       | LR    |
| Auvers-sur-Oise         | 6 908      | Isabelle Mézières       |       | DVD   | Isabelle Mézières      |       | DVD   |
| Beauchamp               | 8 683      | Françoise Nordmann      |       | DVD   | Françoise Nordmann     |       | DVD   |
| Beaumont-sur-Oise       | 9 576      | Nathalie Groux          |       | UDI   | Jean-Michel Aparicio   |       | DVG   |
| Bessancourt             | 7 318      | Jean-Christophe Poulet  |       | DVG   | Jean-Christophe Poulet |       | DVG   |
| Bezons                  | 29 383     | Dominique Lesparre      |       | PCF   | Nessrine Menhaouara    |       | PS    |
| Bouffémont              | 6 327      | Claude Robert           |       | PS    | Michel Lacoux          |       | DVG   |
| Cergy                   | 65 177     | Jean-Paul Jeandon       |       | PS    | Jean-Paul Jeandon      |       | PS    |
| Champagne-sur-Oise      | 5 018      | Corinne Vasseur         |       | DVD   | Stéphane Carteado      |       | DVD   |
| Cormeilles-en-Parisis   | 24 161     | Yannick Boedec          |       | LR    | Yannick Boedec         |       | LR    |
| Courdimanche            | 6 681      | Elvira Jaouën           |       | PS    | Elvira Jaouën          |       | PS    |
| Deuil-la-Barre          | 22 306     | Muriel Scolan           |       | UDI   | Muriel Scolan          |       | UDI   |
| Domont                  | 15 514     | Frédéric Bourdin        |       | LR    | Frédéric Bourdin       |       | LR    |
| Eaubonne                | 25 097     | Grégoire Dublineau      |       | LR    | Marie-José Beaulande   |       | PS    |
| Écouen                  | 7 188      | Catherine Delprat       |       | PS    | Catherine Delprat      |       | PS    |
| Enghien-les-Bains       | 11 228     | Philippe Sueur          |       | LR    | Philippe Sueur         |       | LR    |
| Éragny                  | 17 354     | Thibault Humbert        |       | LR    | Thibault Humbert       |       | LR    |
| Ermont                  | 29 108     | Hugues Portelli         |       | LR    | Xavier Haquin          |       | LR    |
| Ézanville               | 9 775      | Alain Bourgeois         |       | LR    | Eric Battaglia         |       | DVD   |
| Fosses                  | 9 679      | Pierre Barros           |       | PCF   | Pierre Barros          |       | PCF   |
| Franconville            | 36 762     | Xavier Melki            |       | LR    | Xavier Melki           |       | LR    |
| Garges-lès-Gonesse      | 42 728     | Maurice Lefèvre         |       | DVD   | Benoit Jimenez         |       | UDI   |
| Gonesse                 | 25 999     | Jean-Pierre Blazy       |       | PS    | Jean-Pierre Blazy      |       | PS    |
| Goussainville           | 30 637     | Alain Louis             |       | DVG   | Abdelaziz Hamida       |       | DVG   |
| Groslay                 | 8 778      | Joël Boutier            |       | LR    | Patrick Cancouet       |       | DVD   |
| Herblay-sur-Seine       | 29 342     | Philippe Rouleau        |       | LR    | Philippe Rouleau       |       | LR    |
| Jouy-le-Moutier         | 16 035     | Jean-Christophe Veyrine |       | DVD   | Hervé Florczak         |       | DVG   |
| L'Isle-Adam             | 12 057     | Sébastien Poniatowski   |       | LR    | Sébastien Poniatowski  |       | LR    |
| Le Plessis-Bouchard     | 8 408      | Gérard Lambert-Motte    |       | LR    | Gérard Lambert-Motte   |       | LR    |
| Louvres                 | 10 337     | Jean-Marie Fossier      |       | MoDem | Eddy Thoreau           |       | DVG   |
| Magny-en-Vexin          | 5 653      | Jean-Pierre Muller      |       | DVG   | Luc Puech d'Alissac    |       | DVD   |
| Marly-la-Ville          | 5 677      | André Specq             |       | PCF   | André Specq            |       | PCF   |
| Menucourt               | 5 771      | Éric Proffit-Brulfert   |       | DVG   | Éric Proffit-Brulfert  |       | DVG   |
| Mériel                  | 5 083      | Jean-Louis Delannoy     |       | DVD   | Jérôme François        |       | DVD   |
| Méry-sur-Oise           | 9 892      | Pierre-Édouard Eon      |       | LR    | Pierre-Édouard Eon     |       | LR    |
| Montigny-lès-Cormeilles | 21 601     | Jean-Noël Carpentier    |       | MdP   | Jean-Noël Carpentier   |       | MdP   |
| Montmagny               | 14 173     | Patrick Floquet         |       | LR    | Patrick Floquet        |       | LR    |
| Montmorency             | 21 461     | Michèle Berthy          |       | LR    | Maxime Thory           |       | LR    |
| Osny                    | 16 910     | Jean-Michel Levesque    |       | LR    | Jean-Michel Levesque   |       | LR    |
| Parmain                 | 5 549      | Nicole Dodrelle         |       | DVD   | Loïc Taillanter        |       | DVD   |
| Persan                  | 12 695     | Alain Kasse             |       | DVD   | Alain Kasse            |       | DVD   |
| Pierrelaye              | 8 393      | Michel Vallade          |       | PCF   | Michel Vallade         |       | PCF   |
| Pontoise                | 30 767     | Philippe Houillon       |       | LR    | Stéphanie Von Euw      |       | LR    |
| Saint-Brice-sous-Forêt  | 14 883     | Alain Lorand            |       | UDI   | Nicolas Leleux         |       | LREM  |
| Saint-Gratien           | 20 682     | Julien Bachard          |       | LR    | Julien Bachard         |       | LR    |
| Saint-Leu-la-Forêt      | 15 798     | Sandra Billet           |       | LR    | Sandra Billet          |       | LR    |
| Saint-Ouen-l'Aumône     | 23 741     | Laurent Linquette       |       | PS    | Laurent Linquette      |       | PS    |
| Saint-Prix              | 7 158      | Jean-Pierre Enjalbert   |       | DLF   | Céline Villecourt      |       | LR    |
| Sannois                 | 26 662     | Bernard Jamet           |       | DVD   | Bernard Jamet          |       | DVD   |
| Sarcelles               | 58 587     | Patrick Haddad          |       | PS    | Patrick Haddad         |       | PS    |
| Soisy-sous-Montmorency  | 18 155     | Luc Stréhaiano          |       | LR    | Luc Stréhaiano         |       | LR    |
| Taverny                 | 26 441     | Florence Portelli       |       | LR    | Florence Portelli      |       | LR    |
| Vauréal                 | 16 464     | Sylvie Couchot          |       | DVG   | Sylvie Couchot         |       | DVG   |
| Viarmes                 | 5 175      | William Rouyer          |       | LR    | Olivier Dupont         |       | LR    |
| Villiers-le-Bel         | 27 676     | Jean-Louis Marsac       |       | DVG   | Jean-Louis Marsac      |       | DVG   |

### Résultats en nombre de maires
| Partis       | Partis                               | Maires sortants | Maires élus | Évolution     |
| ------------ | ------------------------------------ | --------------- | ----------- | ------------- |
|              | Les Républicains                     | 25              | 22          | 3             |
|              | Divers droite                        | 10              | 10          | en stagnation |
|              | Union des démocrates et indépendants | 3               | 1           | 2             |
|              | Debout la France                     | 1               | 0           | 1             |
|              | Soyons libres                        | 1               | 1           | en stagnation |
| Total droite | Total droite                         | 40              | 34          | 6             |
|              | Mouvement démocrate                  | 1               | 0           |               |
|              | Front démocrate                      | 1               | 0           | 1             |
|              | Divers écologiste                    | 0               | 1           | 1             |
|              | La République en marche              | 0               | 1           | 1             |
|              | Divers centre                        | 0               | 3           | 3             |
| Total centre | Total centre                         | 2               | 5           | 3             |
|              | Divers gauche                        | 8               | 12          | 4             |
|              | Parti socialiste                     | 7               | 4           | 3             |
|              | Parti communiste français            | 4               | 2           | 2             |
|              | Mouvement des progressistes          | 1               | 0           | 1             |
| Total gauche | Total gauche                         | 20              | 18          | 2             |
|              | Sans étiquette                       | 4               | 9           | 5             |
| Total        | Total                                | 66              | 66          | 66            |

## Résultats dans les communes au scrutin de liste

### Argenteuil
- Maire sortant : Georges Mothron (LR)

| Tête de liste                                            | Tête de liste            | Liste                    | Premier tour | Premier tour | Second tour | Second tour | Sièges | Sièges |
| Tête de liste                                            | Tête de liste            | Liste                    | Voix         | %            | Voix        | %           | CM     | CMGP   |
| -------------------------------------------------------- | ------------------------ | ------------------------ | ------------ | ------------ | ----------- | ----------- | ------ | ------ |
|                                                          | Georges Mothron,         | LR-UDI-LC                | 5 842        | 35,16        | 8 096       | 45,36       | 40     | 2      |
| Vivre Argenteuil                                         |                          |                          | 5 842        | 35,16        | 8 096       | 45,36       | 40     | 2      |
|                                                          | Philippe Doucet          | PS                       | 4 949        | 29,79        | 7 096       | 39,76       | 11     | 1      |
| Argenteuil avec vous !                                   |                          |                          | 4 949        | 29,79        | 7 096       | 39,76       | 11     | 1      |
|                                                          | Olivia Fillette          | LREM diss.               | 1 099        | 6,61         | 7 096       | 39,76       | 11     | 1      |
| Les argenteuillais au cœur                               |                          |                          | 1 099        | 6,61         | 7 096       | 39,76       | 11     | 1      |
|                                                          | Omar Slaouti             | LFI-GDS-G.s-NPA-PCF      | 1 913        | 11,51        | 2 655       | 14,87       | 4      | 0      |
| Argenteuil tous ensemble !                               |                          |                          | 1 913        | 11,51        | 2 655       | 14,87       | 4      | 0      |
|                                                          | Dalila Kaabeche          | LREM-AC-PR               | 752          | 4,52         |             |             |        |        |
| Allons ensemble                                          |                          |                          | 752          | 4,52         |             |             |        |        |
|                                                          | Franck Debeaud           | DVD                      | 643          | 3,87         |             |             |        |        |
| Vive Argenteuil !                                        |                          |                          | 643          | 3,87         |             |             |        |        |
|                                                          | Alima Boumediene-Thiery  | DVG-Ensemble !           | 627          | 3,77         |             |             |        |        |
| Argenteuil en commun                                     |                          |                          | 627          | 3,77         |             |             |        |        |
|                                                          | Sarah Zouhani            | SE                       | 468          | 2,81         |             |             |        |        |
| Touche pas ma ville - TPMV                               |                          |                          | 468          | 2,81         |             |             |        |        |
|                                                          | Dominique Mariette       | LO                       | 318          | 1,91         |             |             |        |        |
| Lutte ouvrière - Faire entendre le camp des travailleurs |                          |                          | 318          | 1,91         |             |             |        |        |
|                                                          |                          |                          |              |              |             |             |        |        |
| Votes valides                                            | Votes valides            | Votes valides            | 16 611       | 96,15        | 17 847      | 97,31       |        |        |
| Votes blancs                                             | Votes blancs             | Votes blancs             | 285          | 1,65         | 306         | 1,67        |        |        |
| Votes nuls                                               | Votes nuls               | Votes nuls               | 381          | 2,21         | 188         | 1,03        |        |        |
| Total                                                    | Total                    | Total                    | 17 277       | 100,00       | 18 341      | 100,00      | 55     | 3      |
| Abstention                                               | Abstention               | Abstention               | 36 309       | 67,76        | 35 416      | 65,88       |        |        |
| Inscrits / participation                                 | Inscrits / participation | Inscrits / participation | 53 586       | 32,24        | 53 757      | 34,12       |        |        |

### Arnouville
- Maire sortant : Pascal Doll (LR)

|                                    | Pascal Doll,             | LR                       | 1 794 | 72,42 | 29 | 3 |  |  |
| Réussir Arnouville                 |                          |                          | 1 794 | 72,42 | 29 | 3 |  |  |
|                                    | Nouredine Maatoug        | LREM                     | 432   | 17,44 | 3  | 0 |  |  |
| Un nouveau souffle pour Arnouville |                          |                          | 432   | 17,44 | 3  | 0 |  |  |
|                                    | David Diril              | RN                       | 251   | 10,13 | 1  | 0 |  |  |
| Arnouville mérite mieux            |                          |                          | 251   | 10,13 | 1  | 0 |  |  |
|                                    |                          |                          |       |       |    |   |  |  |
| Votes valides                      | Votes valides            | Votes valides            | 2 477 | 96,87 |    |   |  |  |
| Votes blancs                       | Votes blancs             | Votes blancs             | 39    | 1,53  |    |   |  |  |
| Votes nuls                         | Votes nuls               | Votes nuls               | 41    | 1,60  |    |   |  |  |
| Total                              | Total                    | Total                    | 2 557 | 100   | 33 | 3 |  |  |
| Abstention                         | Abstention               | Abstention               | 5 159 | 66,86 |    |   |  |  |
| Inscrits / participation           | Inscrits / participation | Inscrits / participation | 7 716 | 33,14 |    |   |  |  |

### Auvers-sur-Oise
- Maire sortante : Isabelle Mézières (DVD)

| Tête de liste            | Tête de liste      | Liste | Premier tour | Premier tour | Sièges | Sièges |
| Tête de liste            | Tête de liste      | Liste | Voix         | %            | CM     | CA     |
| ------------------------ | ------------------ | ----- | ------------ | ------------ | ------ | ------ |
|                          | Isabelle Mézières, | DVD   | 1974         | 73,16        | 25     | 10     |
| Tous unis pour Auvers    |                    |       | 1974         | 73,16        | 25     | 10     |
|                          | Alain Zimmermann   | DVG   | 724          | 26,83        | 4      | 1      |
| Auvers autrement         |                    |       | 724          | 26,83        | 4      | 1      |
|                          |                    |       |              |              |        |        |
| Votes valides            |                    |       |              |              |        |        |
| Votes blancs             |                    |       |              |              |        |        |
| Votes nuls               |                    |       |              |              |        |        |
| Total                    | Total              | Total |              | 100,00       | 29     | 11     |
| Abstention               |                    |       |              |              |        |        |
| Inscrits / participation |                    |       |              |              |        |        |

### Beauchamp
- Maire sortante : Françoise Nordmann (SE)

| Tête de liste                | Tête de liste              | Liste | Premier tour | Premier tour | Sièges | Sièges |
| Tête de liste                | Tête de liste              | Liste | Voix         | %            | CM     | CA     |
| ---------------------------- | -------------------------- | ----- | ------------ | ------------ | ------ | ------ |
|                              | Françoise Nordmann,        | DVD   | 1504         | 68,61        | 25     |        |
| Agir ensemble pour Beauchamp |                            |       | 1504         | 68,61        | 25     |        |
|                              | Isabelle Merlay-Souterbicq | LR    | 688          | 31,38        | 4      |        |
| Beauchamp à votre image 2020 |                            |       | 688          | 31,38        | 4      |        |
|                              |                            |       |              |              |        |        |
| Votes valides                |                            |       |              |              |        |        |
| Votes blancs                 |                            |       |              |              |        |        |
| Votes nuls                   |                            |       |              |              |        |        |
| Total                        | Total                      | Total |              | 100          |        |        |
| Abstention                   |                            |       |              |              |        |        |
| Inscrits / participation     |                            |       |              |              |        |        |

### Beaumont-sur-Oise
- Maire sortante : Nathalie Groux (UDI)

| Tête de liste                 | Tête de liste        | Liste | Premier tour | Premier tour | Second tour | Second tour | Sièges | Sièges |
| Tête de liste                 | Tête de liste        | Liste | Voix         | %            | Voix        | %           | CM     | CA     |
| ----------------------------- | -------------------- | ----- | ------------ | ------------ | ----------- | ----------- | ------ | ------ |
|                               | Jean-Michel Aparicio | DVG   | 904          | 38,81        | 1 344       | 53,37       | 23     | 7      |
| Agir pour Beaumont avec vous  |                      |       | 904          | 38,81        | 1 344       | 53,37       | 23     | 7      |
|                               | Nathalie Groux,      | UDI   | 718          | 30,82        | 934         | 37,09       | 5      | 2      |
| Pour l'avenir de Beaumont     |                      |       | 718          | 30,82        | 934         | 37,09       | 5      | 2      |
|                               | Xavier Renou         | DVG   | 418          | 17,94        | 240         | 9,53        | 1      | 0      |
| Beaumont en commun            |                      |       | 418          | 17,94        | 240         | 9,53        | 1      | 0      |
|                               | Philippe Pierre      | RN    | 225          | 9,66         |             |             | 0      | 0      |
| Rassemblement pour Beaumont   |                      |       | 225          | 9,66         |             |             | 0      | 0      |
|                               | Ali Risa Cicek       | SE    | 64           | 2,74         | 0           | 0           |        |        |
| Beaumont pour les beaumontois |                      |       | 64           | 2,74         | 0           | 0           |        |        |
|                               |                      |       |              |              |             |             |        |        |
| Votes valides                 |                      |       |              |              |             |             |        |        |
| Votes blancs                  |                      |       |              |              |             |             |        |        |
| Votes nuls                    |                      |       |              |              |             |             |        |        |
| Total                         | Total                | Total |              | 100          |             | 100         | 29     | 9      |
| Abstention                    |                      |       |              |              |             |             |        |        |
| Inscrits / participation      |                      |       |              |              |             |             |        |        |

### Bessancourt
- Maire sortant : Jean-Christophe Poulet (DVG)

| Tête de liste                      | Tête de liste           | Liste   | Premier tour | Premier tour | Sièges | Sièges |
| Tête de liste                      | Tête de liste           | Liste   | Voix         | %            | CM     | CA     |
| ---------------------------------- | ----------------------- | ------- | ------------ | ------------ | ------ | ------ |
|                                    | Jean-Christophe Poulet, | DVG-ECO | 1242         | 68,46        | 25     |        |
| Tous en dynamique pour Bessancourt |                         |         | 1242         | 68,46        | 25     |        |
|                                    | Élie Domergue           | DVG     | 572          | 31,53        | 4      |        |
| Agir pour Bessancourt 2020         |                         |         | 572          | 31,53        | 4      |        |
|                                    |                         |         |              |              |        |        |
| Votes valides                      |                         |         |              |              |        |        |
| Votes blancs                       |                         |         |              |              |        |        |
| Votes nuls                         |                         |         |              |              |        |        |
| Total                              | Total                   | Total   |              | 100          |        |        |
| Abstention                         |                         |         |              |              |        |        |
| Inscrits / participation           |                         |         |              |              |        |        |

### Bezons
- Maire sortant : Dominique Lesparre (PCF)

| Tête de liste                                            | Tête de liste       | Liste       | Premier tour | Premier tour | Second tour | Second tour | Sièges | Sièges |
| Tête de liste                                            | Tête de liste       | Liste       | Voix         | %            | Voix        | %           | CM     | CA     |
| -------------------------------------------------------- | ------------------- | ----------- | ------------ | ------------ | ----------- | ----------- | ------ | ------ |
|                                                          | Nessrine Menhaouara | PS          | 1 237        | 23,48        | 1 897       | 35,63       | 24     | 6      |
| Bezons ville d'avenir                                    |                     |             | 1 237        | 23,48        | 1 897       | 35,63       | 24     | 6      |
|                                                          | Sophie Stenström    | LREM        | 630          | 11,96        | 1 897       | 35,63       | 24     | 6      |
| Bezons de toutes nos forces !                            |                     |             | 630          | 11,96        | 1 897       | 35,63       | 24     | 6      |
|                                                          | Dominique Lesparre, | PCF-G.s-GRS | 1 456        | 27,64        | 1 791       | 33,64       | 6      | 1      |
| Avec Dominique Lesparre, vivons Bezons                   |                     |             | 1 456        | 27,64        | 1 791       | 33,64       | 6      | 1      |
|                                                          | Marc Roullier       | LR          | 989          | 18,77        | 1 033       | 19,40       | 3      | 1      |
| Le changement pour Bezons - Divers droite                |                     |             | 989          | 18,77        | 1 033       | 19,40       | 3      | 1      |
|                                                          | Marjorie Noël       | DVG         | 816          | 15,49        | 602         | 11,30       | 2      | 0      |
| L'avenir de Bezons en commun                             |                     |             | 816          | 15,49        | 602         | 11,30       | 2      | 0      |
|                                                          | Michel Campagnac    | LO          | 139          | 2,63         |             |             |        |        |
| Lutte ouvrière - Faire entendre le camp des travailleurs |                     |             | 139          | 2,63         |             |             |        |        |
|                                                          |                     |             |              |              |             |             |        |        |
| Votes valides                                            |                     |             |              |              |             |             |        |        |
| Votes blancs                                             |                     |             |              |              |             |             |        |        |
| Votes nuls                                               |                     |             |              |              |             |             |        |        |
| Total                                                    | Total               | Total       |              | 100          |             | 100         |        |        |
| Abstention                                               |                     |             |              |              |             |             |        |        |
| Inscrits / participation                                 |                     |             |              |              |             |             |        |        |

### Cergy
- Maire sortant : Jean-Paul Jeandon (PS)

| Tête de liste                                              | Tête de liste                 | Liste | Premier tour | Premier tour | Second tour | Second tour | Sièges | Sièges |
| Tête de liste                                              | Tête de liste                 | Liste | Voix         | %            | Voix        | %           | CM     | CA     |
| ---------------------------------------------------------- | ----------------------------- | ----- | ------------ | ------------ | ----------- | ----------- | ------ | ------ |
|                                                            | Jean-Paul Jeandon,            | PS    | 3 399        | 33,78        | 4156        | 46,28       | 36     | 16     |
| Ensemble pour Cergy                                        |                               |       | 3 399        | 33,78        | 4156        | 46,28       | 36     | 16     |
|                                                            | Armand Payet                  | DVD   | 1 967        | 19,55        | 3741        | 41,66       | 10     | 5      |
| Pour que Cergy protège, respire, élève                     |                               |       | 1 967        | 19,55        | 3741        | 41,66       | 10     | 5      |
|                                                            | Alexandre Pueyo               | LR    | 1 170        | 11,63        | 3741        | 41,66       | 10     | 5      |
| Unis pour Cergy                                            |                               |       | 1 170        | 11,63        | 3741        | 41,66       | 10     | 5      |
|                                                            | Cécile Escobar                | DVG   | 1 101        | 10,94        | 1 082       | 12,05       | 3      | 1      |
| Cergy avec vous ! Liste de gauche, citoyenne et écologiste |                               |       | 1 101        | 10,94        | 1 082       | 12,05       | 3      | 1      |
|                                                            | Gwenola Ferran-Rocchi         | LFI   | 681          | 6,76         |             |             |        |        |
| Décidons Cergy                                             |                               |       | 681          | 6,76         |             |             |        |        |
|                                                            | Sanaa Saitouli                | DVG   | 579          | 5,75         |             |             |        |        |
| Cergy demain                                               |                               |       | 579          | 5,75         |             |             |        |        |
|                                                            | Bley Mokono                   | DVG   | 483          | 4,80         |             |             |        |        |
| Cergy la relève                                            |                               |       | 483          | 4,80         |             |             |        |        |
|                                                            | Mathieu Bouda                 | LREM  | 456          | 4,53         |             |             |        |        |
| Le choix de l'avenir                                       |                               |       | 456          | 4,53         |             |             |        |        |
|                                                            | Éric Cassan                   | LO    | 119          | 1,18         |             |             |        |        |
| Lutte ouvrière - Faire entendre le camp des travailleurs   |                               |       | 119          | 1,18         |             |             |        |        |
|                                                            | François Lefebvre des Noëttes | POID  | 105          | 1,04         |             |             |        |        |
| 100% public                                                |                               |       | 105          | 1,04         |             |             |        |        |
|                                                            |                               |       |              |              |             |             |        |        |
| Votes valides                                              |                               |       |              |              |             |             |        |        |
| Votes blancs                                               |                               |       |              |              |             |             |        |        |
| Votes nuls                                                 |                               |       |              |              |             |             |        |        |
| Total                                                      | Total                         | Total |              | 100          |             | 100         |        |        |
| Abstention                                                 |                               |       |              |              |             |             |        |        |
| Inscrits / participation                                   |                               |       |              |              |             |             |        |        |

### Courdimanche
- Maire sortante : Elvira Jaouën (DVG)

| Tête de liste                             | Tête de liste  | Liste          | Premier tour | Premier tour | Sièges | Sièges |
| Tête de liste                             | Tête de liste  | Liste          | Voix         | %            | CM     | CA     |
| ----------------------------------------- | -------------- | -------------- | ------------ | ------------ | ------ | ------ |
|                                           | Elvira Jaouën, | DVG            | 1 011        | 100,00       | 29     | 2      |
| Une ambition renouvelée pour Courdimanche |                |                | 1 011        | 100,00       | 29     | 2      |
|                                           |                |                |              |              |        |        |
| Inscrits                                  | Inscrits       | Inscrits       | 4 390        | 100,00       |        |        |
| Abstentions                               | Abstentions    | Abstentions    | 3 299        | 75,75        |        |        |
| Votants                                   | Votants        | Votants        | 1 091        | 24,85        |        |        |
| Blancs et nuls                            | Blancs et nuls | Blancs et nuls | 80           | 7,33         |        |        |
| Exprimés                                  | Exprimés       | Exprimés       | 1 011        | 23,03        |        |        |

### Deuil-la-Barre
- Maire sortante : Muriel Scolan (UDI)

| Tête de liste                | Tête de liste   | Liste   | Premier tour | Premier tour | Second tour | Second tour | Sièges | Sièges |
| Tête de liste                | Tête de liste   | Liste   | Voix         | %            | Voix        | %           | CM     | CA     |
| ---------------------------- | --------------- | ------- | ------------ | ------------ | ----------- | ----------- | ------ | ------ |
|                              | Muriel Scolan   | UDI-LC  | 2 113        | 46,91        | 1 872       | 45,49       | 26     | 6      |
| Vivons notre ville           |                 |         | 2 113        | 46,91        | 1 872       | 45,49       | 26     | 6      |
|                              | Vincent Gayrard | EÉLV-PS | 1 358        | 30,15        | 1 539       | 37,39       | 6      | 1      |
| Ensemble pour Deuil-La Barre |                 |         | 1 358        | 30,15        | 1 539       | 37,39       | 6      | 1      |
|                              | Jean-Marie Roy  | DVD     | 1 033        | 22,93        | 704         | 17,10       | 3      | 0      |
| Libres à Deuil !             |                 |         | 1 033        | 22,93        | 704         | 17,10       | 3      | 0      |
|                              |                 |         |              |              |             |             |        |        |
| Votes valides                |                 |         |              |              |             |             |        |        |
| Votes blancs                 |                 |         |              |              |             |             |        |        |
| Votes nuls                   |                 |         |              |              |             |             |        |        |
| Total                        | Total           | Total   |              | 100,00       |             | 100,00      | 35     | 7      |
| Abstention                   |                 |         |              |              |             |             |        |        |
| Inscrits / participation     |                 |         |              |              |             |             |        |        |

### Eaubonne
- Maire sortant : Grégoire Dublineau (LR)

| Tête de liste                                            | Tête de liste        | Liste       | Premier tour | Premier tour | Second tour | Second tour | Sièges | Sièges |
| Tête de liste                                            | Tête de liste        | Liste       | Voix         | %            | Voix        | %           | CM     | CA     |
| -------------------------------------------------------- | -------------------- | ----------- | ------------ | ------------ | ----------- | ----------- | ------ | ------ |
|                                                          | Marie-José Beaulande | PS          | 1793         | 30,55        | 2248        | 40,03       | 25     | 6      |
| Eaubonne notre ville, ensemble                           |                      |             | 1793         | 30,55        | 2248        | 40,03       | 25     | 6      |
|                                                          | Grégoire Dublineau   | LR-LC       | 1649         | 28,09        | 1863        | 33,17       | 6      | 2      |
| Eaubonne une ambition renouvelée                         |                      |             | 1649         | 28,09        | 1863        | 33,17       | 6      | 2      |
|                                                          | Corentin Le Fur      | DVD         | 989          | 16,85        | 713         | 12,69       | 2      | 0      |
| Eaubonne ensemble pour notre avenir                      |                      |             | 989          | 16,85        | 713         | 12,69       | 2      | 0      |
|                                                          | Grégory Berthault    | AEI-GE-MHAN | 589          | 10,03        | 425         | 7,56        | 1      | 0      |
| J'aime Eaubonne                                          |                      |             | 589          | 10,03        | 425         | 7,56        | 1      | 0      |
|                                                          | Catherine Dragin     | LREM        | 686          | 11,68        | 366         | 6,52        | 1      | 0      |
| Mieux vivre à Eaubonne                                   |                      |             | 686          | 11,68        | 366         | 6,52        | 1      | 0      |
|                                                          | Philippe Renou       | LO          | 163          | 2,77         |             |             |        |        |
| Lutte ouvrière - Faire entendre le camp des travailleurs |                      |             | 163          | 2,77         |             |             |        |        |
|                                                          |                      |             |              |              |             |             |        |        |
| Votes valides                                            |                      |             |              |              |             |             |        |        |
| Votes blancs                                             |                      |             |              |              |             |             |        |        |
| Votes nuls                                               |                      |             |              |              |             |             |        |        |
| Total                                                    | Total                | Total       |              | 100,00       |             | 100,00      |        |        |
| Abstention                                               |                      |             |              |              |             |             |        |        |
| Inscrits / participation                                 |                      |             |              |              |             |             |        |        |

### Enghien-les-Bains
- Maire sortant : Philippe Sueur (DVD, ex-LR)

| Tête de liste                           | Tête de liste      | Liste            | Premier tour | Premier tour | Sièges | Sièges |
| Tête de liste                           | Tête de liste      | Liste            | Voix         | %            | CM     | CA     |
| --------------------------------------- | ------------------ | ---------------- | ------------ | ------------ | ------ | ------ |
|                                         | Philippe Sueur     | DVD-LR-UDI-LC-SL | 2 020        | 62,46        | 29     | 4      |
| Objectif Enghien, l'avenir en confiance |                    |                  | 2 020        | 62,46        | 29     | 4      |
|                                         | Sandra Philippe    | ECO-DVG          | 319          | 9,86         | 1      | 0      |
| Enghien en transition                   |                    |                  | 319          | 9,86         | 1      | 0      |
|                                         | Dominique Charlet  | LREM             | 272          | 8,41         | 1      | 0      |
| Ensemble Enghien !                      |                    |                  | 272          | 8,41         | 1      | 0      |
|                                         | Anne-Estelle Lhôte | MoDem            | 269          | 8,31         | 1      | 0      |
| Tous pour Enghien                       |                    |                  | 269          | 8,31         | 1      | 0      |
|                                         | Sophie Maley       | DVG              | 204          | 6,30         | 1      | 0      |
| Enghien citoyen                         |                    |                  | 204          | 6,30         | 1      | 0      |
|                                         | Xavier Caron       | DVD              | 150          | 4,63         | 0      | 0      |
| Enghien 21                              |                    |                  | 150          | 4,63         | 0      | 0      |
|                                         |                    |                  |              |              |        |        |
| Inscrits                                | Inscrits           | Inscrits         | 7 993        | 100,00       |        |        |
| Abstentions                             | Abstentions        | Abstentions      | 4 686        | 58,63        |        |        |
| Votants                                 | Votants            | Votants          | 3 307        | 41,37        |        |        |
| Blancs                                  | Blancs             | Blancs           | 36           | 1,09         |        |        |
| Nuls                                    | Nuls               | Nuls             | 37           | 1,12         |        |        |
| Exprimés                                | Exprimés           | Exprimés         | 3 234        | 97,79        |        |        |

### Éragny
- Maire sortant : Thibault Humbert (LR)

| Tête de liste                    | Tête de liste       | Liste          | Premier tour | Premier tour | Sièges | Sièges |
| Tête de liste                    | Tête de liste       | Liste          | Voix         | %            | CM     | CA     |
| -------------------------------- | ------------------- | -------------- | ------------ | ------------ | ------ | ------ |
|                                  | Thibault Humbert,   | LR             | 2 885        | 79,14        | 30     | 5      |
| Pour Éragny, continuons ensemble |                     |                | 2 885        | 79,14        | 30     | 5      |
|                                  | Mme Yannick Maurice | DVG            | 760          | 20,85        | 3      | 0      |
| Éragny printemps 2020            |                     |                | 760          | 20,85        | 3      | 0      |
|                                  |                     |                |              |              |        |        |
| Inscrits                         | Inscrits            | Inscrits       | 11 196       | 100,00       |        |        |
| Abstentions                      | Abstentions         | Abstentions    | 7 410        | 66,18        |        |        |
| Votants                          | Votants             | Votants        | 3 786        | 33,82        |        |        |
| Blancs et nuls                   | Blancs et nuls      | Blancs et nuls | 141          | 3,72         |        |        |
| Exprimés                         | Exprimés            | Exprimés       | 3 645        | 32,56        |        |        |

### Ermont
- Maire sortant : Hugues Portelli (LR)

| Tête de liste            | Tête de liste              | Liste        | Premier tour | Premier tour | Sièges | Sièges |
| Tête de liste            | Tête de liste              | Liste        | Voix         | %            | CM     | CA     |
| ------------------------ | -------------------------- | ------------ | ------------ | ------------ | ------ | ------ |
|                          | Xavier Haquin              | DVD          | 3929         | 67,19        | 30     | 8      |
|                          | Carole Cauzard             | PCF-EELV-LFI | 987          | 16,88        | 3      | 1      |
|                          | Didier Jobert              | PS           | 684          | 11,69        | 2      | 0      |
|                          | Marie-françoise L'hommedet | LO           | 142          | 2,42         |        |        |
|                          | Michel Lucarelli           | EXG          | 105          | 1,79         |        |        |
|                          |                            |              |              |              |        |        |
| Votes valides            |                            |              |              |              |        |        |
| Votes blancs             |                            |              |              |              |        |        |
| Votes nuls               |                            |              |              |              |        |        |
| Total                    | Total                      | Total        |              | 100          |        |        |
| Abstention               |                            |              |              |              |        |        |
| Inscrits / participation |                            |              |              |              |        |        |

### Fosses
- Maire sortant : Pierre Barros (PCF)

| Tête de liste            | Tête de liste            | Liste                    | Premier tour | Premier tour | Sièges | Sièges |
| Tête de liste            | Tête de liste            | Liste                    | Voix         | %            | CM     | CA     |
| ------------------------ | ------------------------ | ------------------------ | ------------ | ------------ | ------ | ------ |
|                          | Pierre Barros,           | UG                       | 1673         | 62,44        | 24     | 2      |
|                          | Frédéric Deschamps       | DVD                      | 1006         | 37,55        | 5      | 0      |
|                          |                          |                          |              |              |        |        |
| Votes valides            | Votes valides            | Votes valides            | 2 679        | 96,99 %      |        |        |
| Votes blancs             | Votes blancs             | Votes blancs             | 39           | 0,64 %       |        |        |
| Votes nuls               | Votes nuls               | Votes nuls               | 44           | 0,72 %       |        |        |
| Total                    | Total                    | Total                    | 2 762        | 100          |        |        |
| Abstention               | Abstention               | Abstention               | 3 356        | 54,85        |        |        |
| Inscrits / participation | Inscrits / participation | Inscrits / participation | 6 118        |              |        |        |

### Franconville
- Maire sortant : Xavier Melki (LR)

| Tête de liste            | Tête de liste          | Liste | Premier tour | Premier tour | Sièges | Sièges |
| Tête de liste            | Tête de liste          | Liste | Voix         | %            | CM     | CA     |
| ------------------------ | ---------------------- | ----- | ------------ | ------------ | ------ | ------ |
|                          | Xavier Melki,          | LR    | 4056         | 60,76        | 32     |        |
|                          | Françoise Mendy-Lascot | LREM  | 738          | 11,05        | 2      |        |
|                          | Marc Schweitzer        | PCF   | 1221         | 18,29        | 3      |        |
|                          | Sébastien Ustase       | RN    | 660          | 9,88         | 2      |        |
|                          |                        |       |              |              |        |        |
| Votes valides            |                        |       |              |              |        |        |
| Votes blancs             |                        |       |              |              |        |        |
| Votes nuls               |                        |       |              |              |        |        |
| Total                    | Total                  | Total |              | 100          |        |        |
| Abstention               |                        |       |              |              |        |        |
| Inscrits / participation |                        |       |              |              |        |        |

### Garges-lès-Gonesse
- Maire sortant : Maurice Lefèvre (DVD)

| Tête de liste            | Tête de liste            | Liste                    | Premier tour | Premier tour | Second tour | Second tour | Sièges | Sièges |
| Tête de liste            | Tête de liste            | Liste                    | Voix         | %            | Voix        | %           | CM     | CA     |
| ------------------------ | ------------------------ | ------------------------ | ------------ | ------------ | ----------- | ----------- | ------ | ------ |
|                          | Benoît Jimenez           | UDI                      | 2572         | 42,36        | 3832        | 50,84       | 33     | 10     |
|                          | Samy Debah               | SE                       | 2105         | 34,67        | 3705        | 49,15       | 10     | 1      |
|                          | Hussein Mokhtari         | PS                       | 472          | 7,77         |             |             |        |        |
|                          | Rim Ouafi Zaouch         | DVG                      | 346          | 5,69         |             |             |        |        |
|                          | Pamela Hocini            | LFI                      | 232          | 3,82         |             |             |        |        |
|                          | Sabry Kalaa              | DVD                      | 203          | 3,34         |             |             |        |        |
|                          | Sylvain Rouichi          | SE                       | 141          | 2,32         |             |             |        |        |
|                          |                          |                          |              |              |             |             |        |        |
| Votes valides            | Votes valides            | Votes valides            | 6 071        | 96,03        | 7 537       | 97,09       |        |        |
| Votes blancs             | Votes blancs             | Votes blancs             | 117          | 0,65         | 122         | 1,57        |        |        |
| Votes nuls               | Votes nuls               | Votes nuls               | 134          | 0,74         | 104         | 1,34        |        |        |
| Total                    | Total                    | Total                    | 6 322        | 100          | 7 763       | 100         | 43     | 11     |
| Abstention               | Abstention               | Abstention               | 11 725       | 64,97        | 10 395      | 57,25       |        |        |
| Inscrits / participation | Inscrits / participation | Inscrits / participation | 18 047       | 35,03        | 18 158      | 42,75       |        |        |

### Gonesse
- Maire sortant : Jean-Pierre Blazy (PS)

| Tête de liste            | Tête de liste      | Liste | Premier tour | Premier tour | Second tour | Second tour | Sièges | Sièges |
| Tête de liste            | Tête de liste      | Liste | Voix         | %            | Voix        | %           | CM     | CA     |
| ------------------------ | ------------------ | ----- | ------------ | ------------ | ----------- | ----------- | ------ | ------ |
|                          | Jean-Pierre Blazy, | PS    | 2170         | 39,21        | 3063        | 50,34       | 27     |        |
|                          | Claude Tibi        | UDI   | 502          | 9,07         | 3063        | 50,34       | 27     |        |
|                          | Cédric Sabouret    | DVG   | 1937         | 35           | 3021        | 49,65       | 8      |        |
|                          | Ilhan Yildiz       | LREM  | 450          | 8,13         | 3021        | 49,65       | 8      |        |
|                          | Arezki Mahdi       | SE    | 294          | 5,31         | 3021        | 49,65       | 8      |        |
|                          | Mazouni Daho       | DVG   | 180          | 3,25         |             |             |        |        |
|                          |                    |       |              |              |             |             |        |        |
| Votes valides            |                    |       |              |              |             |             |        |        |
| Votes blancs             |                    |       |              |              |             |             |        |        |
| Votes nuls               |                    |       |              |              |             |             |        |        |
| Total                    | Total              | Total |              | 100          |             | 100         |        |        |
| Abstention               |                    |       |              |              |             |             |        |        |
| Inscrits / participation |                    |       |              |              |             |             |        |        |

### Herblay-sur-Seine
- Maire sortant : Philippe Rouleau (LR)

| Tête de liste                                            | Tête de liste          | Liste                        | Premier tour | Premier tour | Sièges | Sièges |
| Tête de liste                                            | Tête de liste          | Liste                        | Voix         | %            | CM     | CA     |
| -------------------------------------------------------- | ---------------------- | ---------------------------- | ------------ | ------------ | ------ | ------ |
|                                                          | Juan Munoz             | LO                           | 147          | 2,1          |        |        |
| Lutte ouvrière - Faire entendre le camp des travailleurs |                        |                              | 147          | 2,1          |        |        |
|                                                          | Jean-François Dupland  | GRS-EÉLV-PS-PCF-LFI-G.s-LRDG | 1338         | 19,2         | 3      |        |
| Herblay, écologique et solidaire                         |                        |                              | 1338         | 19,2         | 3      |        |
|                                                          | Christine Seleskovitch | LREM                         | 1227         | 17,6         | 3      |        |
| Engagés pour Herblay                                     |                        |                              | 1227         | 17,6         | 3      |        |
|                                                          | Philippe Rouleau,      | LR-DVD                       | 4256         | 61,07        | 29     |        |
| Vivons Herblay                                           |                        |                              | 4256         | 61,07        | 29     |        |
|                                                          |                        |                              |              |              |        |        |
| Votes valides                                            |                        |                              |              |              |        |        |
| Votes blancs                                             |                        |                              |              |              |        |        |
| Votes nuls                                               |                        |                              |              |              |        |        |
| Total                                                    | Total                  | Total                        |              | 100          |        |        |
| Abstention                                               |                        |                              |              |              |        |        |
| Inscrits / participation                                 |                        |                              |              |              |        |        |

### Jouy-le-Moutier
- Maire sortant : Jean-Christophe Veyrine (DVD)

| Tête de liste            | Tête de liste            | Liste      | Premier tour | Premier tour | Second tour | Second tour | Sièges | Sièges |
| Tête de liste            | Tête de liste            | Liste      | Voix         | %            | Voix        | %           | CM     | CA     |
| ------------------------ | ------------------------ | ---------- | ------------ | ------------ | ----------- | ----------- | ------ | ------ |
|                          | Hervé Florczak           | DVG        | 1 948        | 43,71        | 2383        | 48,33       | 25     |        |
|                          | Jean-Christophe Veyrine, | DVD        | 1 736        | 38,95        | 2032        | 41,21       | 7      |        |
|                          | Gérard Januario          | LFI - EELV | 697          | 15,64        | 515         | 10,44       | 1      |        |
|                          | Christophe Flaux         | LO         | 75           | 1,68         |             |             | 0      | 0      |
|                          |                          |            |              |              |             |             |        |        |
| Votes valides            |                          |            |              |              |             |             |        |        |
| Votes blancs             |                          |            |              |              |             |             |        |        |
| Votes nuls               |                          |            |              |              |             |             |        |        |
| Total                    | Total                    | Total      |              | 100          |             | 100         |        |        |
| Abstention               |                          |            |              |              |             |             |        |        |
| Inscrits / participation |                          |            |              |              |             |             |        |        |

### Le Thillay
- Maire sortant : Georges Delhalt (DVG)

| Tête de liste            | Tête de liste   | Liste | Premier tour | Premier tour | Second tour | Second tour | Sièges | Sièges |
| Tête de liste            | Tête de liste   | Liste | Voix         | %            | Voix        | %           | CM     | CA     |
| ------------------------ | --------------- | ----- | ------------ | ------------ | ----------- | ----------- | ------ | ------ |
|                          | Patrice Gebauer | DVD   | 449          | 44,76        | 510         | 48,52       | 20     |        |
|                          | Fabio Lunazzi   | DVG   | 284          | 28,31        | 375         | 35,68       | 5      |        |
|                          | Martine Galtie  | DVG   | 270          | 26,91        | 166         | 15,79       | 2      |        |
|                          |                 |       |              |              |             |             |        |        |
| Votes valides            |                 |       |              |              |             |             |        |        |
| Votes blancs             |                 |       |              |              |             |             |        |        |
| Votes nuls               |                 |       |              |              |             |             |        |        |
| Total                    | Total           | Total |              | 100          |             | 100         |        |        |
| Abstention               |                 |       |              |              |             |             |        |        |
| Inscrits / participation |                 |       |              |              |             |             |        |        |

### L'Isle-Adam
- Maire sortant : Sébastien Poniatowski (LR)

| Tête de liste                     | Tête de liste         | Liste              | Premier tour | Premier tour | Sièges | Sièges |
| Tête de liste                     | Tête de liste         | Liste              | Voix         | %            | CM     | CC     |
| --------------------------------- | --------------------- | ------------------ | ------------ | ------------ | ------ | ------ |
|                                   | Sébastien Poniatowski | LR-LC              | 2 919        | 78,74        | 30     | 11     |
| Union pour l'Isle-Adam ville parc |                       |                    | 2 919        | 78,74        | 30     | 11     |
|                                   | Carine Pelegrin       | GÉ-EELV-PS-LREM-AC | 788          | 21,25        | 3      | 1      |
| De l'oxygène pour l'Isle-Adam     |                       |                    | 788          | 21,25        | 3      | 1      |
|                                   |                       |                    |              |              |        |        |
| Inscrits                          | Inscrits              | Inscrits           | 8 156        | 100,00       |        |        |
| Abstentions                       | Abstentions           | Abstentions        | 4 368        | 53,56        |        |        |
| Votants                           | Votants               | Votants            | 3 788        | 46,44        |        |        |
| Blancs                            | Blancs                | Blancs             | 42           | 1,11         |        |        |
| Nuls                              | Nuls                  | Nuls               | 39           | 1,03         |        |        |
| Exprimés                          | Exprimés              | Exprimés           | 3 707        | 97,86        |        |        |

### Louvres
- Maire sortant : Jean-Marie Fossier (MoDem)

| Tête de liste            | Tête de liste            | Liste                    | Premier tour | Premier tour | Second tour | Second tour | Sièges | Sièges |
| Tête de liste            | Tête de liste            | Liste                    | Voix         | %            | Voix        | %           | CM     | CA     |
| ------------------------ | ------------------------ | ------------------------ | ------------ | ------------ | ----------- | ----------- | ------ | ------ |
|                          | Eddy Thoreau             | DVG                      | 960          | 45,52        | 1227        | 55,72       | 26     |        |
|                          | Frédéric Navas,          | DVC                      | 792          | 37,55        | 975         | 44,27       | 7      |        |
|                          | Brandy Boloko            | SE                       | 270          | 12,80        | 975         | 44,27       | 7      |        |
|                          | Patrick Gayraud          | EXG                      | 87           | 4,13         |             |             | 0      | 0      |
|                          |                          |                          |              |              |             |             |        |        |
| Votes valides            | Votes valides            | Votes valides            | 2 109        | 97,41        |             |             |        |        |
| Votes blancs             | Votes blancs             | Votes blancs             | 34           | 1,57         |             |             |        |        |
| Votes nuls               | Votes nuls               | Votes nuls               | 22           | 1,02         |             |             |        |        |
| Total                    | Total                    | Total                    | 2 165        | 100          |             | 100         | 33     | 2      |
| Abstention               | Abstention               | Abstention               | 4 205        | 66,01        |             |             |        |        |
| Inscrits / participation | Inscrits / participation | Inscrits / participation | 6 370        | 33,99        |             |             |        |        |

### Magny-en-Vexin
- Maire sortant : Jean-Pierre Muller (DVG)

| Tête de liste  | Tête de liste       | Liste          | Premier tour | Premier tour | Sièges | Sièges |
| Tête de liste  | Tête de liste       | Liste          | Voix         | %            | CM     | CA     |
| -------------- | ------------------- | -------------- | ------------ | ------------ | ------ | ------ |
|                | Luc Puech d’Alissac | DVD            | 1 186        | 58,28        | 23     | 11     |
|                | Jean-Pierre Muller, | DVG            | 849          | 41,71        | 6      | 3      |
|                |                     |                |              |              |        |        |
| Inscrits       | Inscrits            | Inscrits       | 3 841        | 100,00       |        |        |
| Abstentions    | Abstentions         | Abstentions    | 1 766        | 45,98        |        |        |
| Votants        | Votants             | Votants        | 2 075        | 54,02        |        |        |
| Blancs et nuls | Blancs et nuls      | Blancs et nuls | 40           | 1,93         |        |        |
| Exprimés       | Exprimés            | Exprimés       | 2 035        | 52,98        |        |        |

### Menucourt
- Maire sortant : Éric Proffit-Brulfert (DVG)

| Tête de liste  | Tête de liste         | Liste          | Premier tour | Premier tour | Sièges | Sièges |
| Tête de liste  | Tête de liste         | Liste          | Voix         | %            | CM     | CA     |
| -------------- | --------------------- | -------------- | ------------ | ------------ | ------ | ------ |
|                | Éric Proffit-Brulfert | DVG            | 1 195        | 100,00       | 29     | 2      |
|                |                       |                |              |              |        |        |
| Inscrits       | Inscrits              | Inscrits       | 3 820        | 100,00       |        |        |
| Abstentions    | Abstentions           | Abstentions    | 2 498        | 65,39        |        |        |
| Votants        | Votants               | Votants        | 1 322        | 34,61        |        |        |
| Blancs et nuls | Blancs et nuls        | Blancs et nuls | 127          | 9,61         |        |        |
| Exprimés       | Exprimés              | Exprimés       | 1 195        | 31,28        |        |        |

### Montigny-lès-Cormeilles
- Maire sortant : Jean-Noël Carpentier (MdP)

| Tête de liste            | Tête de liste         | Liste                   | Premier tour | Premier tour | Second tour | Second tour | Sièges | Sièges |
| Tête de liste            | Tête de liste         | Liste                   | Voix         | %            | Voix        | %           | CM     | CA     |
| ------------------------ | --------------------- | ----------------------- | ------------ | ------------ | ----------- | ----------- | ------ | ------ |
|                          | Jean-Noël Carpentier, | DVG (MdP-LREM-PS-UÉ-GÉ) | 2 090        | 47,88        | 2421        | 54,49       | 27     |        |
|                          | Modeste Marques       | DVD                     | 1 600        | 36,65        | 2022        | 45,5        | 8      |        |
|                          | Jeanne Docteur        | DIV (SE)                | 279          | 6,39         | 2022        | 45,5        | 8      |        |
|                          | Pascal Videcoq        | COM (EÉLV-RS)           | 396          | 9,07         |             |             |        |        |
|                          |                       |                         |              |              |             |             |        |        |
| Votes valides            |                       |                         |              |              |             |             |        |        |
| Votes blancs             |                       |                         |              |              |             |             |        |        |
| Votes nuls               |                       |                         |              |              |             |             |        |        |
| Total                    | Total                 | Total                   |              | 100          |             | 100         |        |        |
| Abstention               |                       |                         |              |              |             |             |        |        |
| Inscrits / participation |                       |                         |              |              |             |             |        |        |

### Montmorency
- Maire sortante : Michèle Berthy (LR)

| Tête de liste             | Tête de liste    | Liste        | Premier tour | Premier tour | Second tour | Second tour | Sièges  | Sièges  |
| Tête de liste             | Tête de liste    | Liste        | Voix         | %            | Voix        | %           | CM      | CA      |
| ------------------------- | ---------------- | ------------ | ------------ | ------------ | ----------- | ----------- | ------- | ------- |
|                           | François Detton  | DVG-PS       | 1 767        | 33,99        | 2 355       | 44,43       | 7       | 1       |
| L'Avenir ensemble         |                  |              | 1 767        | 33,99        | 2 355       | 44,43       | 7       | 1       |
|                           | Maxime Thory     | LR-UDI-LC-SL | 1 516        | 29,16        | 2 945       | 55,56       | 28      | 6       |
| Demain Montmorency        |                  |              | 1 516        | 29,16        | 2 945       | 55,56       | 28      | 6       |
|                           | Philippe Priolon | LREM         | 716          | 13,77        | Retrait     | Retrait     | Retrait | Retrait |
| Montmorencitoyens         |                  |              | 716          | 13,77        | Retrait     | Retrait     | Retrait | Retrait |
|                           | Michèle Berthy   | DVD          | 600          | 11,54        | Retrait     | Retrait     | Retrait | Retrait |
| Montmorency passionnément |                  |              | 600          | 11,54        | Retrait     | Retrait     | Retrait | Retrait |
|                           | Aline Hubert     | DVD          | 325          | 6,25         |             |             |         |         |
| Vivre Montmorency         |                  |              | 325          | 6,25         |             |             |         |         |
|                           | Armelle Josseran | DVC-UDI      | 274          | 5,27         |             |             |         |         |
| Montmorency pour vous     |                  |              | 274          | 5,27         |             |             |         |         |
|                           |                  |              |              |              |             |             |         |         |
| Votes valides             |                  |              |              |              |             |             |         |         |
| Votes blancs              |                  |              |              |              |             |             |         |         |
| Votes nuls                |                  |              |              |              |             |             |         |         |
| Total                     | Total            | Total        |              | 100,00       |             | 100,00      | 35      | 7       |
| Abstention                |                  |              |              |              |             |             |         |         |
| Inscrits / participation  |                  |              |              |              |             |             |         |         |

### Osny
- Maire sortant : Jean-Michel Levesque (LR)

| Tête de liste  | Tête de liste         | Liste          | Premier tour | Premier tour | Sièges | Sièges |
| Tête de liste  | Tête de liste         | Liste          | Voix         | %            | CM     | CA     |
| -------------- | --------------------- | -------------- | ------------ | ------------ | ------ | ------ |
|                | Jean-Michel Levesque, | LR             | 1 759        | 100,0        | 33     | 5      |
|                |                       |                |              |              |        |        |
| Inscrits       | Inscrits              | Inscrits       | 10 737       | 100,00       |        |        |
| Abstentions    | Abstentions           | Abstentions    | 8 623        | 80,31        |        |        |
| Votants        | Votants               | Votants        | 2 114        | 19,69        |        |        |
| Blancs et nuls | Blancs et nuls        | Blancs et nuls | 355          | 16,79        |        |        |
| Exprimés       | Exprimés              | Exprimés       | 1 759        | 16,38        |        |        |

### Pierrelaye
- Maire sortant : Michel Vallade (PCF)

| Tête de liste            | Tête de liste   | Liste               | Premier tour | Premier tour | Sièges | Sièges |
| Tête de liste            | Tête de liste   | Liste               | Voix         | %            | CM     | CA     |
| ------------------------ | --------------- | ------------------- | ------------ | ------------ | ------ | ------ |
|                          | Michel Vallade, | UG (PCF - PS - LFI) | 1298         | 64,9         | 24     |        |
|                          | Éric Bosc       | LR                  | 702          | 35,1         | 5      |        |
|                          |                 |                     |              |              |        |        |
| Votes valides            |                 |                     |              |              |        |        |
| Votes blancs             |                 |                     |              |              |        |        |
| Votes nuls               |                 |                     |              |              |        |        |
| Total                    | Total           | Total               |              | 100          |        |        |
| Abstention               |                 |                     |              |              |        |        |
| Inscrits / participation |                 |                     |              |              |        |        |

### Pontoise
- Maire sortant : Philippe Houillon (LR)

| Tête de liste            | Tête de liste          | Liste | Premier tour | Premier tour | Second tour | Second tour | Sièges | Sièges |
| Tête de liste            | Tête de liste          | Liste | Voix         | %            | Voix        | %           | CM     | CA     |
| ------------------------ | ---------------------- | ----- | ------------ | ------------ | ----------- | ----------- | ------ | ------ |
|                          | Stéphanie Von Euw      | DVD   | 2 080        | 38,05        | 2433        | 50,15       | 30     |        |
|                          | Gérard Seimbille       | LR    | 1 242        | 22,72        | 1315        | 27,1        | 5      |        |
|                          | Pascal Bourdou         | MR    | 625          | 11,43        | 1315        | 27,1        | 5      |        |
|                          | Sandra Nguyen Derosier | DVG   | 983          | 17,98        | 1103        | 22,73       | 4      |        |
|                          | Solveig Hurard         | EXG   | 536          | 9,80         |             |             |        |        |
|                          |                        |       |              |              |             |             |        |        |
| Votes valides            |                        |       |              |              |             |             |        |        |
| Votes blancs             |                        |       |              |              |             |             |        |        |
| Votes nuls               |                        |       |              |              |             |             |        |        |
| Total                    | Total                  | Total |              | 100          |             | 100         |        |        |
| Abstention               |                        |       |              |              |             |             |        |        |
| Inscrits / participation |                        |       |              |              |             |             |        |        |

### Saint-Gratien
- Maire sortant : Julien Bachard (DVD)

| Tête de liste                                   | Tête de liste    | Liste          | Premier tour | Premier tour | Sièges | Sièges |
| Tête de liste                                   | Tête de liste    | Liste          | Voix         | %            | CM     | CA     |
| ----------------------------------------------- | ---------------- | -------------- | ------------ | ------------ | ------ | ------ |
|                                                 | Julien Bachard,  | DVD            | 2 729        | 59,40        | 29     | 6      |
| Union pour Saint-Gratien 2020                   |                  |                | 2 729        | 59,40        | 29     | 6      |
|                                                 | Emmanuel Mikael  | SE             | 915          | 19,91        | 3      | 1      |
| Vivons Saint-Gratien                            |                  |                | 915          | 19,91        | 3      | 1      |
|                                                 | Isabelle Volat   | DVG            | 539          | 11,73        | 2      | 0      |
| Saint-Gratien, solidaire, écologique et citoyen |                  |                | 539          | 11,73        | 2      | 0      |
|                                                 | Christine Valéry | PS             | 231          | 5,02         | 1      | 0      |
| Saint-Gratien Cap 20-26                         |                  |                | 231          | 5,02         | 1      | 0      |
|                                                 | Abdallah Senbel  | SE             | 180          | 3,91         | 0      | 0      |
| Deamin Saint-Gratien                            |                  |                | 180          | 3,91         | 0      | 0      |
|                                                 |                  |                |              |              |        |        |
| Inscrits                                        | Inscrits         | Inscrits       | 13 375       | 100,00       |        |        |
| Abstentions                                     | Abstentions      | Abstentions    | 8 676        | 64,87        |        |        |
| Votants                                         | Votants          | Votants        | 4 699        | 35,13        |        |        |
| Blancs et nuls                                  | Blancs et nuls   | Blancs et nuls | 105          | 2,23         |        |        |
| Exprimés                                        | Exprimés         | Exprimés       | 4 594        | 34,35        |        |        |

### Saint-Leu-la-Forêt
- Maire sortante : Sandra Billet (LR)

| Tête de liste                | Tête de liste    | Liste     | Premier tour | Premier tour | Second tour | Second tour | Sièges | Sièges |
| Tête de liste                | Tête de liste    | Liste     | Voix         | %            | Voix        | %           | CM     | CA     |
| ---------------------------- | ---------------- | --------- | ------------ | ------------ | ----------- | ----------- | ------ | ------ |
|                              | Sandra Billet    | LR-UDI-LC | 1 630        | 39,05        | 1 955       | 46,72       | 25     | 4      |
| J'aime Saint-Leu             |                  |           | 1 630        | 39,05        | 1 955       | 46,72       | 25     | 4      |
|                              | Delphine Armadin | DVC       | 1 439        | 34,47        | 1 584       | 37,85       | 6      | 1      |
| Décidons autrement Saint-Leu |                  |           | 1 439        | 34,47        | 1 584       | 37,85       | 6      | 1      |
|                              | Franck Bernard   | LREM      | 1 105        | 26,47        | 645         | 15,41       | 2      | 0      |
| Je vote Saint-Leu            |                  |           | 1 105        | 26,47        | 645         | 15,41       | 2      | 0      |
|                              |                  |           |              |              |             |             |        |        |
| Votes valides                |                  |           |              |              |             |             |        |        |
| Votes blancs                 |                  |           |              |              |             |             |        |        |
| Votes nuls                   |                  |           |              |              |             |             |        |        |
| Total                        | Total            | Total     |              | 100,00       |             | 100,00      | 33     | 5      |
| Abstention                   |                  |           |              |              |             |             |        |        |
| Inscrits / participation     |                  |           |              |              |             |             |        |        |

### Saint-Ouen-l'Aumône
- Maire sortant : Laurent Linquette (PS)

| Tête de liste  | Tête de liste       | Liste          | Premier tour | Premier tour | Sièges | Sièges |
| Tête de liste  | Tête de liste       | Liste          | Voix         | %            | CM     | CA     |
| -------------- | ------------------- | -------------- | ------------ | ------------ | ------ | ------ |
|                | Laurent Linquette,  | PS             | 1 863        | 50,46        | 27     | 6      |
|                | Véronique Pélissier | LR             | 1 325        | 35,88        | 6      | 2      |
|                | Sylvain Berthe      | DVG            | 504          | 13,65        | 2      | 0      |
|                |                     |                |              |              |        |        |
| Inscrits       | Inscrits            | Inscrits       | 12 709       | 100,00       |        |        |
| Abstentions    | Abstentions         | Abstentions    | 8 892        | 69,97        |        |        |
| Votants        | Votants             | Votants        | 3 817        | 30,03        |        |        |
| Blancs et nuls | Blancs et nuls      | Blancs et nuls | 125          | 3,27         |        |        |
| Exprimés       | Exprimés            | Exprimés       | 3 692        | 29,05        |        |        |

### Sannois
- Maire sortant : Bernard Jamet (DVD)

| Tête de liste            | Tête de liste          | Liste | Premier tour | Premier tour | Second tour | Second tour | Sièges | Sièges |
| Tête de liste            | Tête de liste          | Liste | Voix         | %            | Voix        | %           | CM     | CA     |
| ------------------------ | ---------------------- | ----- | ------------ | ------------ | ----------- | ----------- | ------ | ------ |
|                          | Bernard Jamet          | DVD   | 2186         | 39,89        | 2628        | 47,8        | 26     |        |
|                          | Nicolas Ponchel        | DVD   | 1100         | 20,07        | 2206        | 40,13       | 7      |        |
|                          | Dominique Gaubert      | DVC   | 850          | 15,51        | 2206        | 40,13       | 7      |        |
|                          | Gilles Heurfin         | DVG   | 680          | 12,41        | 663         | 12,06       | 2      |        |
|                          | Marie-Evelyne Christin | DVD   | 523          | 9,54         |             |             |        |        |
|                          | Jean Da Maia           | SE    | 140          | 2,55         |             |             |        |        |
|                          |                        |       |              |              |             |             |        |        |
| Votes valides            |                        |       |              |              |             |             |        |        |
| Votes blancs             |                        |       |              |              |             |             |        |        |
| Votes nuls               |                        |       |              |              |             |             |        |        |
| Total                    | Total                  | Total |              | 100          |             | 100         |        |        |
| Abstention               |                        |       |              |              |             |             |        |        |
| Inscrits / participation |                        |       |              |              |             |             |        |        |

### Sarcelles
- Maire sortant : Patrick Haddad (PS)

| Tête de liste              | Tête de liste            | Liste                  | Premier tour | Premier tour | Second tour | Second tour | Sièges | Sièges |
| Tête de liste              | Tête de liste            | Liste                  | Voix         | %            | Voix        | %           | CM     | CA     |
| -------------------------- | ------------------------ | ---------------------- | ------------ | ------------ | ----------- | ----------- | ------ | ------ |
|                            | Patrick Haddad           | PS-PCF-PRG-GRS-MEI-DVG | 3 014        | 38,99        | 5 584       | 57,85       | 36     | 13     |
| Rassemblés pour Sarcelles  |                          |                        | 3 014        | 38,99        | 5 584       | 57,85       | 36     | 13     |
|                            | Francois-Xavier Valentin | DVG                    | 2 841        | 36,75        | 4 068       | 42,14       | 9      | 3      |
| Pour que vive Sarcelles    |                          |                        | 2 841        | 36,75        | 4 068       | 42,14       | 9      | 3      |
|                            | Farouk Zaoui             | DVG-LFI-G·s-EELV       | 730          | 9,44         |             |             |        |        |
| Réussir Sarcelles ensemble |                          |                        | 730          | 9,44         |             |             |        |        |
|                            | Jocelyn Assor            | DVG                    | 583          | 7,54         |             |             |        |        |
| Pour Sarcelles             |                          |                        | 583          | 7,54         |             |             |        |        |
|                            | Mourad Chikaoui          | DVG                    | 561          | 7,25         |             |             |        |        |
| Sarcelles réunie           |                          |                        | 561          | 7,25         |             |             |        |        |
|                            |                          |                        |              |              |             |             |        |        |
| Votes valides              |                          |                        |              |              |             |             |        |        |
| Votes blancs               |                          |                        |              |              |             |             |        |        |
| Votes nuls                 |                          |                        |              |              |             |             |        |        |
| Total                      | Total                    | Total                  |              | 100,00       |             | 100,00      | 45     | 16     |
| Abstention                 |                          |                        |              |              |             |             |        |        |
| Inscrits / participation   |                          |                        |              |              |             |             |        |        |

### Soisy-sous-Montmorency
- Maire sortant : Luc Stréhaiano (LR)

| Tête de liste            | Tête de liste   | Liste     | Premier tour | Premier tour | Sièges | Sièges |
| Tête de liste            | Tête de liste   | Liste     | Voix         | %            | CM     | CA     |
| ------------------------ | --------------- | --------- | ------------ | ------------ | ------ | ------ |
|                          | Luc Stréhaiano, | DVD-LR-LC | 2113         | 50,94        | 26     |        |
|                          | David Corceiro  | DVC       | 830          | 20,00        | 3      |        |
|                          | Omar Bekare     | SE        | 777          | 18,73        | 1      |        |
|                          | Catherine David | EELV      | 428          | 10,31        | 1      |        |
|                          |                 |           |              |              |        |        |
| Votes valides            |                 |           |              |              |        |        |
| Votes blancs             |                 |           |              |              |        |        |
| Votes nuls               |                 |           |              |              |        |        |
| Total                    | Total           | Total     |              | 100          |        |        |
| Abstention               |                 |           |              |              |        |        |
| Inscrits / participation |                 |           |              |              |        |        |

### Taverny
- Maire sortant : Florence Portelli (SL)

| Tête de liste            | Tête de liste      | Liste  | Premier tour | Premier tour | Sièges | Sièges |
| Tête de liste            | Tête de liste      | Liste  | Voix         | %            | CM     | CA     |
| ------------------------ | ------------------ | ------ | ------------ | ------------ | ------ | ------ |
|                          | Florence Portelli, | DVD-LC | 3869         | 58,32        | 28     |        |
|                          | Thomas Cottinet    | DVG    | 2389         | 36,01        | 6      |        |
|                          | Alexandre Simonnot | PDF-CJ | 375          | 5,65         | 1      |        |
|                          |                    |        |              |              |        |        |
| Votes valides            |                    |        |              |              |        |        |
| Votes blancs             |                    |        |              |              |        |        |
| Votes nuls               |                    |        |              |              |        |        |
| Total                    | Total              | Total  |              | 100          |        |        |
| Abstention               |                    |        |              |              |        |        |
| Inscrits / participation |                    |        |              |              |        |        |

### Vauréal
- Maire sortant : Sylvie Couchot (DVG)

| Tête de liste  | Tête de liste     | Liste          | Premier tour | Premier tour | Sièges | Sièges |
| Tête de liste  | Tête de liste     | Liste          | Voix         | %            | CM     | CA     |
| -------------- | ----------------- | -------------- | ------------ | ------------ | ------ | ------ |
|                | Sylvie Couchot,   | DVG            | 2 145        | 51,76        | 26     | 4      |
|                | Rida Boultame     | MoDem          | 1 642        | 39,62        | 6      | 1      |
|                | Dominique Flottes | Divers         | 357          | 8,61         | 1      | 0      |
|                |                   |                |              |              |        |        |
| Inscrits       | Inscrits          | Inscrits       | 11 428       | 100,00       |        |        |
| Abstentions    | Abstentions       | Abstentions    | 7 084        | 61,99        |        |        |
| Votants        | Votants           | Votants        | 4 344        | 38,01        |        |        |
| Blancs et nuls | Blancs et nuls    | Blancs et nuls | 200          | 4,60         |        |        |
| Exprimés       | Exprimés          | Exprimés       | 4 144        | 36,26        |        |        |